# Varanopseidae
Varanopseidae var en familj av däggdjursliknande kräldjur med rötter från slutet av karbon. Varanopseidae blev utkonkurrerad av mer avancerade livsformer mot slutet av perm.